# Osii, Irșava
Osii (în ucraineană Осій) este o comună în raionul Irșava, regiunea Transcarpatia, Ucraina, formată numai din satul de reședință.

## Demografie
Componența lingvistică a comunei Osii
     Ucraineană (99,47%)
     Alte limbi (0,54%)
Conform recensământului din 2001, majoritatea populației comunei Osii era vorbitoare de ucraineană (99,47%), existând în minoritate și vorbitori de alte limbi.